# Центр радіофізичного зондування Землі імені А. І. Калмикова
Центр радіофізи́чного зондува́ння Землі́ імені А. I. Калми́кова створено Національною академією наук та Національним космічним агентством України 1 січня 1995 р. на базі відділу дистанційних методів дослідження природного середовища Інституту радіофізики та електроніки ім. О. Я. Усикова НАН України. 
Потенціал
Колектив фахівців центру має більш ніж 35-річний досвід у розробці та використанні авіаційних, космічних і наземних радіолокаційних систем, призначених для дистанційного зондування. Розробки здійснюються на базі багаторічних досліджень особливостей розсіювання радіохвиль різноманітними природними та штучними утвореннями на морі, в льодах і на суходолі.
Розробки
Колектив центру розробив низку унікальних радіолокаційних систем, серед яких космічний радіолокатор ШСЗ типу Космос-1500/СІЧ-1 — єдиний у світі космічний радіолокатор, який має практичну цінність та є економічно ефективним. Він менш ніж через місяць після свого запуску допоміг врятувати караван суден з вантажем в Арктиці вартістю понад $7 млрд, багаторазово окупивши всі витрати на його розробку та запуск. Були розроблені також літакові системи, зокрема багаточастотний літаковий радіолокаційний комплекс MARS. За його допомогою відпрацьовані методи ефективного вирішення ряду практичних завдань, льодової розвідки, пошуку корисних копалин, оперативного виявлення та контролю проявів природних та техногенних катастроф, в тому числі небезпечних погодних явищ, параметрів нафтових забруднень на морській поверхні, льодових заторів на річках, підтоплень, повеней та заболочення, підповерхневого зондування тощо.
Колектив центру, крім модернізації РБО ШСЗ «Січ-1 М» та розробок нових космічних радіолокаторів з високим просторовим розрізненням, створює авіаційні радіолокатори для виявлення та контролю проявів природних та техногенних катастроф і надзвичайних ситуацій. Так, спільно з Центром аерокосмічних досліджень Землі Інституту геологічних наук НАН України, ТОВ «Екомон» та МНС України створено та змонтовано на борту літака АН-30 авіаційний комплекс дистанційного зондування АКДЗ-30, який поєднує оптичні, радіолокаційні та інфрачервоні засоби та забезпечує вирішення широкого кола наукових і практичних проблем, в тому числі оперативний моніторинг найнебезпечніших територій — зон повеней, портів, нафтових терміналів, промислових та морських економічних зон тощо, а також пошук корисних копалин, вивчення геологічно-гідрологічної структури суходолу, виявлення суден-порушників, моніторинг стану лісів, ґрунтів та сільгоспугідь.